# 1908–1909-es svájci labdarúgó-bajnokság (első osztály)
Az 1908–1909-es Swiss Serie A volt a 12. alkalommal megrendezett, legmagasabb szintű labdarúgó-bajnokság Svájcban.
A címvédő a Winterthur volt. A bajnokságot a Young Boys csapata nyerte, immár második alkalommal.

## Keleti csoport
| Hely. | Csapat               | M  | Gy | D | V  | G+ | G– | Gk  | P  | Továbbjutás vagy kiesés |
| ----- | -------------------- | -- | -- | - | -- | -- | -- | --- | -- | ----------------------- |
| 1.    | Winterthur           | 14 | 11 | 3 | 0  | 59 | 17 | +42 | 25 | Továbbjutó              |
| 2.    | St. Gallen           | 14 | 8  | 2 | 4  | 53 | 35 | +18 | 18 |                         |
| 3.    | Old Boys             | 14 | 8  | 2 | 4  | 51 | 44 | +7  | 18 |                         |
| 4.    | Aarau                | 14 | 7  | 2 | 5  | 48 | 46 | +2  | 16 |                         |
| 5.    | Young Fellows Zürich | 14 | 5  | 2 | 7  | 46 | 48 | −2  | 12 |                         |
| 6.    | Basel                | 14 | 4  | 3 | 7  | 39 | 57 | −18 | 11 |                         |
| 7.    | Zürich               | 14 | 4  | 0 | 10 | 38 | 55 | −17 | 8  |                         |
| 8.    | Grasshoppers         | 14 | 2  | 0 | 12 | 23 | 55 | −32 | 4  |                         |

## Nyugati csoport
| Hely. | Csapat              | M  | Gy | D | V  | G+ | G– | Gk  | P  | Továbbjutás vagy kiesés |
| ----- | ------------------- | -- | -- | - | -- | -- | -- | --- | -- | ----------------------- |
| 1.    | Young Boys          | 12 | 12 | 0 | 0  | 51 | 12 | +39 | 24 | Továbbjutó              |
| 2.    | La Chaux-de-Fonds   | 12 | 8  | 0 | 4  | 35 | 16 | +19 | 16 |                         |
| 3.    | Cantonal Neuchâtel  | 12 | 7  | 0 | 5  | 35 | 22 | +13 | 14 |                         |
| 4.    | Servette            | 12 | 6  | 1 | 5  | 35 | 36 | −1  | 13 |                         |
| 5.    | Vereinigter FC Biel | 12 | 5  | 0 | 7  | 25 | 28 | −3  | 10 |                         |
| 6.    | Lausanne Sports     | 12 | 2  | 0 | 10 | 16 | 45 | −29 | 4  |                         |
| 7.    | Bern                | 12 | 1  | 1 | 10 | 13 | 51 | −38 | 3  |                         |

## Döntő
- Winterthur 0–1 Young Boys